# Jonas Hultsten
Jonas Hultsten, född 1742 i trakten av Norrköping, död den 21 december 1794 i Stockholm, var en svensk möbelsnickare och schatullmakare.

## Biografi
Hultsten uppnådde 1773, efter att ha genomgått sin lärotid hos Christian Linning i Stockholm, titeln mästare. Han arbetade först i rokokostil, men influerades av Georg Haupt till att börja arbeta i gustaviansk stil. Han var också en av sin tids produktivaste ebenister.
Inflytande från Haupt påverkade hans val av motiv i träinläggningar, men efter dennes död utvecklade han en egen stil med korslagda bladgrenar i marketeri eller med ett rutmönster med en mindre blomma i varje ruta.
Ett flertal arbeten, signerade av Hultsten, är kända men inte daterade. Ett exempel finns att beskåda i Prinsessans sängkammare på Gripsholms slott med en byrå tillverkad ca 1780 och vid Nationalmuseum i Stockholm.